# Ньюпорт
Нью́порт (англ. Newport, валл. Casnewydd) — третий по величине город Уэльса после Кардиффа и Суонси.
Расположен в южном Уэльсе на реке Аск, у впадения её в лиман, образуемый устьем Северна и Бристольским заливом. Граничит с Кардиффом на западе, округами Кайрфилли и Торвайн на севере, Монмутшир на востоке.
Включает в себя несколько близлежащих сельских районов, а также застроенные площади, в том числе Карлеон.
Управляется Ньюпортским городским советом.
Входит в агломерацию Кардифф-Ньюпорт с населением в 1 097 тыс. человек.

## Название и история

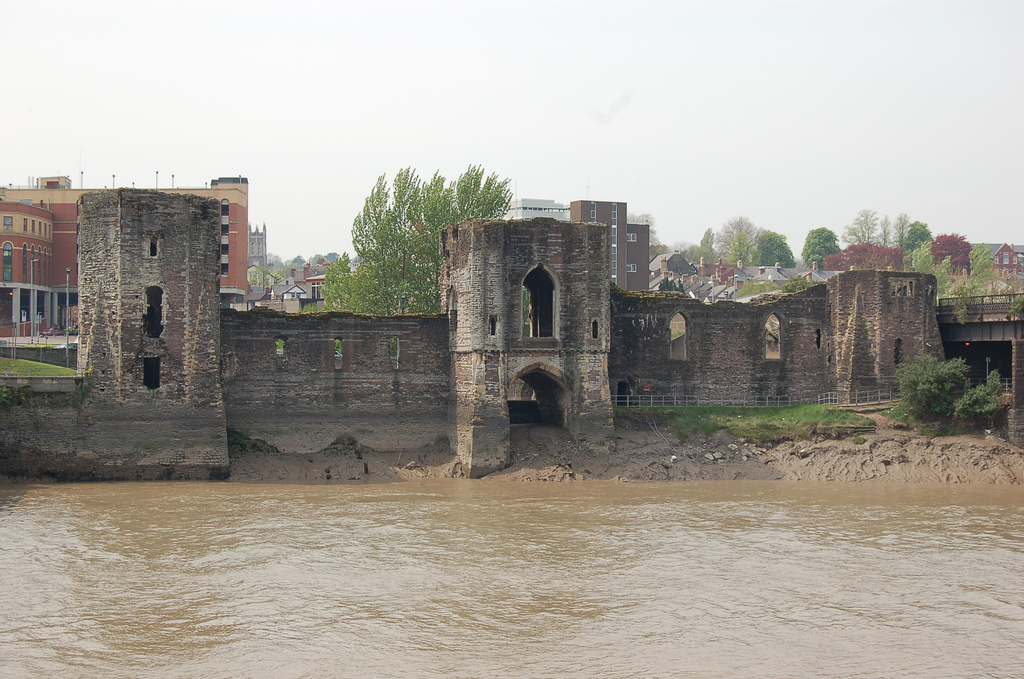
Замок Ньюпорт

Впервые как Novo burgus упоминается в 1126 году. Название обыкновенно переводится как «Новый город». На старых картах город иногда помечен и как Ньюпорт-на-Аске. Валлийское имя города — Casnewydd-Ar-Wysg — означает «Новый Замок на Аске».
Руины замка вблизи центра Ньюпорта относятся к XII веку. Город получил свой первый устав в 1314 году.
В XIX веке Ньюпорт оказался в центре угольного экспорта из этих мест и до середины его был крупнейшим угольным портом-экспортером Уэльса. В конце XIX века население его быстро выросло и он стал городом-графством.
В XX веке важность доков уменьшилась, но Ньюпорт остался важным производственным и инженерным центром. Ньюпорт получил статус сити в 2002 году. В 2010 году в Ньюпорте состоялся Ryder Cup.
Это самый большой городской район в исторических границах графства Монмутшир.

### Ключевые даты в истории Ньюпорта
- 1314: Первый устав города.
- 1327—1386: Построен замок Ньюпорт.
- 1385: Второй Устав города.
- 1426: Третий Устав города.
- 1648: Во время Английской гражданской войны город взят силами О. Кромвеля.
- 1796: Открытие канала Монтмуншир.
- 1842: Открывается плавучий док — город получил возможность принимать самые большие корабли в мире.
- 1898: Открывается завод металлоконструкций Lysaght Orb.
- 1906: Открывается транспортный мост.
- 1962: Открывается завод металлоконструкций Llanwern.
- 2002: Город получает статус сити.
- 2010: Ryder Cup — соревнование по гольфу, проведенные в Celtic Manor Resort.

## Демография
| Год  | Население |
| ---- | --------- |
| 1801 | 6657      |
| 1851 | 29 238    |
| 1881 | 48 069    |
| 1901 | 79 342    |
| 1941 | 116 434   |
| 1981 | 131 016   |
| 2001 | 137 017   |
| 2011 | 145 700   |

В переписи 2011 года 89,9 % ньюпортцев назвали себя белыми, 5,5 % — азиатами, 1,7 % — неграми, 1,1 % — мулатами, 0,5 % — метисами и 1,4 % отнесли себя к другим этническим группам.

## Транспорт
Ньюпорт пересекает шоссе A48, связующее его на востоке с Чепстоу, а на западе — с Кардиффом. Параллельно ему идёт автострада M4, огибающая город с севера и являющаяся частью Европейского маршрута E30. M4 ведёт ко Второму Севернскому мосту на западе и в Порт-Толбот и Суонси — на востоке. В Ньюпорте берёт начало шоссе A4042, которое на выходе из города пересекает автостраду M4 и идёт на север, к Понтипулу. «Южно-Уэльская главная линия» железной дороги проходит через Ньюпорт и соединяет его с Бристолем и Лондоном на востоке и с портовыми Милфорд-Хейвеном и Фишгардом — на западе.

## Города-побратимы
- Хайденхайм-на-Бренце, Германия (1980)
- Кутаиси, Грузия (1989)
- Гуанси-Чжуанский автономный район, Китай (1996)